# Billy Bingham
Billy Bingham, MBE (5. srpna 1931 Belfast – 9. června 2022, Birkdale) byl severoirský fotbalista, útočník. Po skončení aktivní kariéry byl úspěšným trenérem.

## Fotbalová kariéra
Na klubové úrovni začínal v severoirském týmu Glentoran FC, se kterým získal v roce 1951 double. Dále hrál v Anglii za Sunderland AFC, Luton Town FC a Everton FC, se kterým získal v roce 1963 anglický titul. Kariéru končil v týmu Port Vale FC. Za severoirskou reprezentaci nastoupil v letech 1951–1963 v 56 utkáních a dal 10 gólů. Na Mistrovství světa ve fotbale 1958 nastoupil ve všech 5 utkáních.

## Ligová bilance
| Ročník                                  | Zápasy | Góly | Klub           |
| --------------------------------------- | ------ | ---- | -------------- |
| Irish League 1948/49                    | –      | –    | Glentoran FC   |
| Irish League 1949/50                    | –      | –    | Glentoran FC   |
| Irish League 1950/51                    | –      | –    | Glentoran FC   |
| Football League First Division 1950/51  | 13     | 4    | Sunderland AFC |
| Football League First Division 1951/52  | 36     | 7    | Sunderland AFC |
| Football League First Division 1952/53  | 193    | 6    | Sunderland AFC |
| Football League First Division 1953/54  | 19     | 3    | Sunderland AFC |
| Football League First Division 1954/55  | 35     | 10   | Sunderland AFC |
| Football League First Division 1955/56  | 27     | 60   | Sunderland AFC |
| Football League First Division 1956/57  | 27     | 5    | Sunderland AFC |
| Football League First Division 1957/58  | 30     | 4    | Sunderland AFC |
| Football League First Division 1958/59  | 36     | 8    | Luton Town FC  |
| Football League First Division 1959/60  | 40     | 16   | Luton Town FC  |
| Football League Second Division 1960/61 | 11     | 3    | Luton Town FC  |
| Football League First Division 1960/61  | 26     | 9    | Everton FC     |
| Football League First Division 1961/62  | 37     | 9    | Everton FC     |
| Football League First Division 1962/63  | 23     | 5    | Everton FC     |
| Football League Third Division 1963/64  | 35     | 6    | Port Vale FC   |
| Football League Third Division 1964/65  | 5      | 0    | Port Vale FC   |
| CELKEM Football League First Division   | 368    | 92   |                |

## Trenérská kariéra
Trénoval anglický Southport FC, severoirskou reprezentaci, anglický Plymouth Argyle FC, severoirský Linfield FC, řeckou reprezentaci, AEK Athény, Everton FC, PAOK Soluň, anglický Mansfield Town FC, podruhé severoirskou reprezentaci a saúdskoarabský An-Nassr FC.